# Ian Rowling
Ian Mark Rowling (Epping, 10 de febrero de 1967) es un deportista australiano que compitió en piragüismo en la modalidad de aguas tranquilas.
Participó en los Juegos Olímpicos de Barcelona 1992, obteniendo una medalla de bronce en la prueba de K4 1000 m. Ganó una medalla de plata en el Campeonato Mundial de Piragüismo de 1991.

## Palmarés internacional
| Juegos Olímpicos   | Juegos Olímpicos   | Juegos Olímpicos  | Juegos Olímpicos |
| Año                | Lugar              | Medalla           | Evento           |
| ------------------ | ------------------ | ----------------- | ---------------- |
| 1992               | Barcelona (España) | Medalla de bronce | K4 1000 m        |
| Campeonato Mundial |                    |                   |                  |
| Año                | Lugar              | Medalla           | Evento           |
| 1991               | París (Francia)    | Medalla de plata  | K4 10 000 m      |